# Aristocats
Aristocats (eng: The Aristocats) er en amerikansk tegnefilm fra 1970 produceret og udgivet af Walt Disney Productions. Filmen havde premiere i biograferne i USA den 11. december 1970 og blev genudgivet 26. december 1971 i Danmark. Den er den 20. i rækken af Disneys klassikere og er baseret på en historie af Tom McGowan og Tom Rowe. Den handler om mødet mellem en aristokratisk kattefamilie og en baggårdskat. Baggårdskatten hjælper kattefamilien, efter at familiens butler har kidnappet dem for at få fat i sin frues store formue, som egentlig er tiltænkt dem.

## Handling
Handlingen foregår i Paris (Frankrig) i år 1910. Her følger vi en kattemor ved navn Duchess og hendes tre killinger – Marie, Berlioz og Toulouse – som lever i et palæ hos den pensionerede operasanger Madame Adelaide Bonfamille og hendes engelske butler Edgar. Hun nedskriver sin sidste vilje i god tid med sin advokat Georges Hautecourt, som også er en af hendes gamle, excentriske venner. Hun ønsker, at hendes katte skal arve hendes formue, som vil være i deres besiddelse indtil deres død og først derefter vil tilfalde Edgar. Edgar overhører dette fra sit eget værelse gennem talerøret og er uvillig til at vente på, at kattene dør naturligt, før han arver Madame Adelaides formue. Han udtænker derfor en plan for, hvordan han kan fjerne kattene fra arvepositionen.
Han bedøver kattene ved putte sovepiller i deres mad, hvorefter han kører dem ud på landet for at drukne dem i en bæk. Men han bliver angrebet af to jagthunde ved navn Napoleon og Lafayette. Edgar undslipper efterladende sin paraply, hat, kattenes sovekurv og sidevognen på sin motorcykel. Kattene er uskadte, men er strandet ude på landet, mens Madame Adelaide, musen Roquefort og hesten Frou Frou opdager deres fravær. Om morgenen møder Duchess en baggårdskat ved navn Thomas O'Malley, som tilbyder at føre hende og killingerne tilbage til Paris.
Kattene prøver at komme tilbage til byen ved at blafre bag på en mælkevogn, indtil de bliver jaget bort af chaufføren. Marie falder efterfølgende i en flod, men bliver reddet af O'Malley. De møder derefter et par engelske gæs, Amelia og Abigail Gabble, som er på vandretur gennem Frankrig. Gruppen forsætter, marcherende som gæs, indtil de når Paris og støder ind i gæssenes fordrukne Onkel Vralte. Abigail og Amelia går nu med Vralte hjem.
Rejsende over byens hustage møder kattene Scat Cat og hans orkester, som er nære venner af O'Malley. Orkesteret fremfører "Hvem vil ikke gerne være kat?". Efter bandet er taget af sted, og killingerne er kommet i seng, sidder O'Malley og Duchess på et nærliggende tag og snakker, mens killingerne lytter ved vindueskarmen. Emnet i deres samtale går på spørgsmålet om, hvorvidt Duchess skulle blive og gifte sig med Thomas. Hun ender med at takke nej grundet loyaliteten over for Madame Adelaide.
Mens alt dette sker, henter Edgar i nattens mulm og mørke – og med en del besværligheder – sin sidevogn, paraply og hat fra Napoleon og Layafette, da han ved, at det er det eneste bevis, som kan afsløre, at det er ham, der har bortført kattene.
Kattene når tilbage til palæet, hvorefter O'Malley trist tager af sted. Edgar opdager, at Duchess og killingerne er kommet tilbage, og fanger dem, putter dem ned i en sæk og skjuler dem i en ovn. Kattene beder Roquefort finde O'Malley og få hjælp. Det gør han, hvorefter O'Malley raser tilbage til palæet og beder Roquefort om at finde Scat Cat og hans slæng. Edgar placerer kattene i en kiste, som han planlægger at sende til Timbuktu, Afrika. O'Malley, Scat Cat og hans slæng og Frou Frou slås alle med Edgar, imens Roquefort befrier Duchess og killingerne. Det ender med, at Edgar selv bliver skubbet ned i kisten, låst inde og sendt til Timbuktu.
Madame Adelaides testamente bliver omskrevet, så det ekskluderer Edgar og inkluder O'Malley. Hun starter en velgørenhedsfond, som skal sørge for et hjem til alle Paris' omstrejfende katte. Den store åbning heraf, til hvilken de fleste af filmens karakterer kommer, indeholder Scat Cat's orkester, som optræder med en genopførelse af "Hvem vil ikke gerne være kat?".

## Produktion
Denne film var den sidste, der blev godkendt af Disney selv, og den første til at blive produceret efter hans død i 1966. Filmen tog 4 år at producere, med et budget på $ 4.000.000. Fem af Disneys legendariske "Nine Old Men" arbejde på den, herunder Disney-holdet som havde arbejdet mere end 25 år i gennemsnit.

## Skuespillere
| Amerikanske skuespillere | Danske skuespillere (1972) | Danske skuespillere (1994)    | Rolle                          | Dyr                          |
| ------------------------ | -------------------------- | ----------------------------- | ------------------------------ | ---------------------------- |
| Phil Harris              | Preben Neergaard           | Søren Pilmark                 | Thomas O'Malley                | Baggårdskat (orange)         |
| Eva Gabor                | Susanne Bruun-Koppel       | Nastja Maria Arcel            | Duchess                        | Kat (hvid aristokratisk)     |
| Liz English              | Birgitte Sphüler           | Mille Hoffmeyer Lehfeldt      | Marie                          | Kat (hvid aristokratisk)     |
| Dean Clark               | Morten Torp                | Daniel Kellermann             | Berlioz                        | Kat (mørk grå aristokratisk) |
| Gary Dubin               | Kristian Nissen            | Albert Matthies               | Toulouse                       | Kat (rød-brun aristokratisk) |
| Scatman Crothers         | Otto Brandenburg           | Otto Brandenburg              | Scat Cat                       | Kat (gråsort)                |
| Hermione Baddeley        | Kirsten Rolffes            | Lise Ringheim                 | Madame Adelaide Bonfamille     |                              |
| Roddy Maude-Roxby        | Bjørn Watt Boolsen         | Waage Sandø                   | Edgar (husets butler)          |                              |
| Charles Lane             | Jesper Klein               | Ole Fick                      | Georges Hautecourt (advokaten) |                              |
| Pat Buttram              | Torben Hundahl             | Torben Sekov                  | Napoleon                       | Blodhund (brun)              |
| George Lindsey           | Walt Rosenberg             | Peter Zhelder                 | Lafayette                      | Bassethund (rød-brun)        |
| Sterling Holloway        | Ove Sprogøe                | Henrik Koefoed                | Roquefort                      | Mus                          |
| Monica Evans             | Mime Fønss                 | Bente Eskesen                 | Abigail Gabble                 | Gås                          |
| Carole Shelley           | Vera Gebuhr                | Kirsten Cenius                | Amelia Gabble                  | Gås                          |
| Bill Thompson            | Jesper Klein               | John Martinus                 | Onkel Vralte                   | Gase                         |
| Nancy Kulp               | Vera Gebuhr                | Charlotte Sieling             | Frou Frou                      | Hest                         |
| Peter Renaday            |                            | Lars Thiesgaard               | Mælkemand                      | Kør (blå-lasebil)            |
| Paul Winchell            |                            | Chresten Speggers Simonsen    | Kinekat                        | Kat (gul-sort)               |
| Thurl Ravenscroft        |                            | Niels Weyde                   | Russerkat                      | Kat (grå)                    |
| Vito Scotti              |                            | Henrik Koefoed eller Ole Fick | Guiseppi                       | Kat (brun)                   |
| Lord Tim Hudson          |                            | Lars Thiesgaard               | Hip Cat                        | Kat (gul)                    |
| Maurice Chevalier        | Maurice Chevalier          | Henning Moritzen              | Titelsang                      | Musik-Sangeren               |

## Udgivelse
The Aristocats blev genudgivet i biograferne den 19. december 1980 og 10. april 1987. Den blev udgivet på VHS i Europa den 1. januar 1990. Den blev udgivet på VHS i Nord Amerika i "Masterpiece Collection series" den 24. april 1996 og DVD den 4. april 2000 i "Gold Classic Collection"-linjen.  En ny enkelt-disk" Special Edition DVD" (først annonceret som et 2-disk-sæt) blev udgivet den 5. februar 2008.
Disney udgav filmen for første gang på Blu-ray den 21. august 2012. 2-disk "Special Edition"'en Blu-ray/DVD combo (både i Blu-ray og DVD pakning) indeholder en digital version og bonusmateriale. En enkeltdisk-DVD-udgave vil også blive udgivet samme dag. Den 27. november 2014 blev Aristocats udgivet igen med Blu ray og en bonus disk, med mere ekstramateriale og en kortfilm  

## Modtagelse
Filmen var den mest populære "general release" film i de britiske biografer i 1971.
Baseret på 18 anmeldelser har filmen en 67 % bedømmelse på Rotten Tomatoes med gennemsnitlig bedømmelse på 6/10. Selvom dette er temmelig lavt for en Disney-animation, kvalificeres den stadig som "fresh". Af bedømmelserne gav 12 den fresh, og 6 gav den rotten.
Filmen var nomineret for AFI's 10 Top 10 i "Animation" genren.

## Soundtrack
1. "The Aristocats" – Maurice Chevalier. Titelsangen til filmen blev skrevet af Robert & Richard Sherman ved enden af otte uopsigelige arbejdsår for Walt Disney Productions. Skuespiller og sanger Maurice Chevalier kom tilbage fra sin pension for at synge denne sang til filmens soundtrack, overbevist af en demoversion hvor Richard Sherman imiterede ham. Dette skulle blive hans sidste værk inden hans død i 1972.
2. "Pourquoi?" – En slettet sang indsunget af Hermione Baddeley som Madame Bonfamille, som synger omkring hendes kærlighed for kattene mens hun harmonisere med en optagelse af hendes egen stemme på en 78-RPM. Marie, stemmelagt af Robie Lester, afbryder sangen to gange ved at spørge hende "Purr-quoi?", til hvilket hun svarer "Fordi jeg er sammen med dig." Sangen, introduceret af dens skriver Richard M. Sherman, er en del af ekstramaterialet på 2008 Special Edition DVD'en.
3. "Scales and Arpeggios" – Liz English, Gary Dubin, Dean Clark, Robie Lester.
4. "Thomas O'Malley Cat" – Phil Harris.
5. "Ev'rybody Wants to Be a Cat" – Phil Harris, Scatman Crothers, Thurl Ravenscroft, Vito Scotti, Paul Winchell. Denne sang er indsunget af Scatman Crothers som Scat Cat, sammen med de andre medlemmer af sit poly-etnisk jazz orkester. Den blev også udgivet som en nu sjælden 45 rpm single, i en version kun indsunget af Phil Harris, som mangler tegnefilmsstemmerne på udgivelsen. Soundtracket blev udgivet på CD i 1996; den indeholder en klippet version af sangen. Linjerne indsunget af "Chinese Cat", stemmelagt af Paul Winchell og nu anset som politisk ukorrekte, er fjernet. De er til gengæld stadig med på DVD-udgivelsen.
6. "She Never Felt Alone" – En anden slettet sang, dette nummer indeholder en genoptræden af "Pourquoi?" indsunget af Robie Lester med anderledes lyrik, som forklarer hvorfor Madame elsker hende og hendes killinger. Lester's klaver- og sangdemo er en del af DVD-ekstramaterialet i samme sektion som "Pourquoi?".
7. "Ev'rybody Wants to Be a Cat (reprise)" – Phil Harris, Scatman Crothers, Thurl Ravenscroft, Vito Scotti, Paul Winchell, Ruth Buzzi, Bill Thompson. En genoptræden indeholdende alle dyrekarakterne fra filmen.

På Classic Disney: 60 Years of Musical Magic er "Thomas O'Malley Cat" inkluderet på den lilla disk og "Ev'rybody Wants to Be a Cat" på den orange disk. På Disney's Greatest Hits er "Ev'rybody Wants to Be a Cat" inkluderet på den røde disk.

## Direkte til video efterfølger
The Aristocats II skulle have været en direkte til video efterfølger til denne film. Den var planlagt at skulle være udgivet i 2007, men produktionen blev stoppet i 2005.

## Internationale versioner
I Italien blev titlen oversat til Gli Aristogatti. De fleste af karaktererne beholdte deres originale navne, men Thomas O'Malley blev omdøbt til Romeo, Er mejo der Colosseo ("Det bedste af Colosseum" i Romanesco), og ændrede dens oprindelse fra Irland til Italien.